# 大阪府立西淀川支援学校
大阪府立西淀川特別支援学校（おおさかふりつ にしよどがわしえんがっこう）は、大阪府大阪市西淀川区大和田二丁目にある特別支援学校。
大阪市立として7番目の市立養護学校として、1979年に開校した。2016年には大阪府に移管された。小学部・中学部・高等部を設置し、肢体不自由のある児童・生徒を対象とした支援教育を行なっている。

## 沿革
- 1979年 - 大阪市立西淀川養護学校として現在地に開校。
- 2009年4月1日 - 大阪市立西淀川特別支援学校に改称。
- 2016年4月1日 - 大阪府立西淀川支援学校に改称。

## 通学区域
- 大阪市 福島区・此花区・西区・港区・大正区・西淀川区・淀川区の全域
- 大阪市 北区のうち天神橋筋以西の地域
- 大阪市 中央区のうち堺筋以西の地域
- 大阪市 住之江区のうち南港大橋以北の地域

## 交通
- 阪神なんば線 福駅 北へ約500m。